# Quartier Ormeau-Figarol (Tarbes)
Ormeau-Figarol est un quartier de la ville de Tarbes, dans le département français des Hautes-Pyrénées, situé au sud-est de la ville.

## Origine du nom
Figarol tient son nom en l'honneur de Lucien Théophile Figarol (1814 - 1881) avocat puis juge de première instance au tribunal de Tarbes et conseiller municipal à la mairie. Il repose au cimetière Saint-Jean.

## Géographie
Le quartier est situé au sud-est de la ville, au nord de la commune de Laloubère, entre les quartiers de  La Gespe à l'ouest, du centre-ville au nord, et de Mouysset à l'est.

## Morphologie urbaine
Le secteur comprend une grande majorité de tours et de barres HLM, en majorité construites au milieu des années 1960 dans le secteur Bel Air, le reste du quartier est essentiellement composé par des pavillons et des maisons traditionnelles et en partie sud-est la ZAC de l'Ormeau.
Le quartier contient les secteurs : Bel-Air, Figarol, Quartier Larrey, Lourdes
Une partie du quartier est intégrée au sein du quartier prioritaire « Ormeau/Bel Air - Mouysset », avec 3 078 habitants en 2020.

## Évolution démographique
| 2012  | 2015  | 2019  |
| ----- | ----- | ----- |
| 4 194 | 4 030 | 3 896 |

### Découpage territorial
Il est composé de deux IRIS : le Parc Paul Chastellain et le Parc Municipal des Sports.

## Noms de certaines rues du quartier

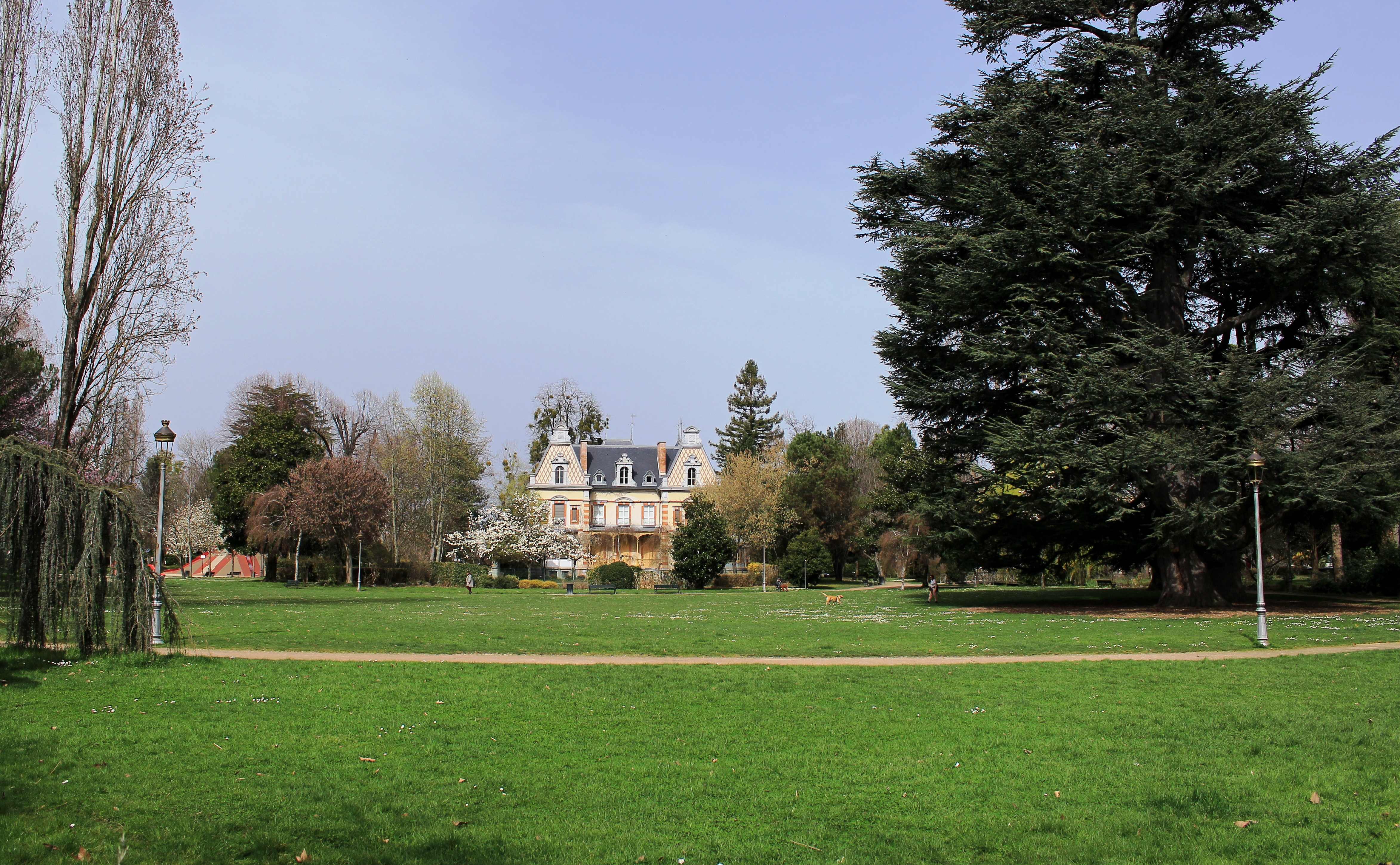
Le Parc Bel-Air.

- Chemin de l'Ormeau prolongée par l'avenue d'Altenkirchen qui coupe le quartier du nord au sud.
- Rue du maquis de Payolle à l'extrémité est.
- Rue Figarol.

## Parcs et places
- Parc Paul-Chastellain, au nord du quartier.
- Parc Bel-Air, dans le secteur des équipements sportifs.
- Place Anatole France.

## Enseignement

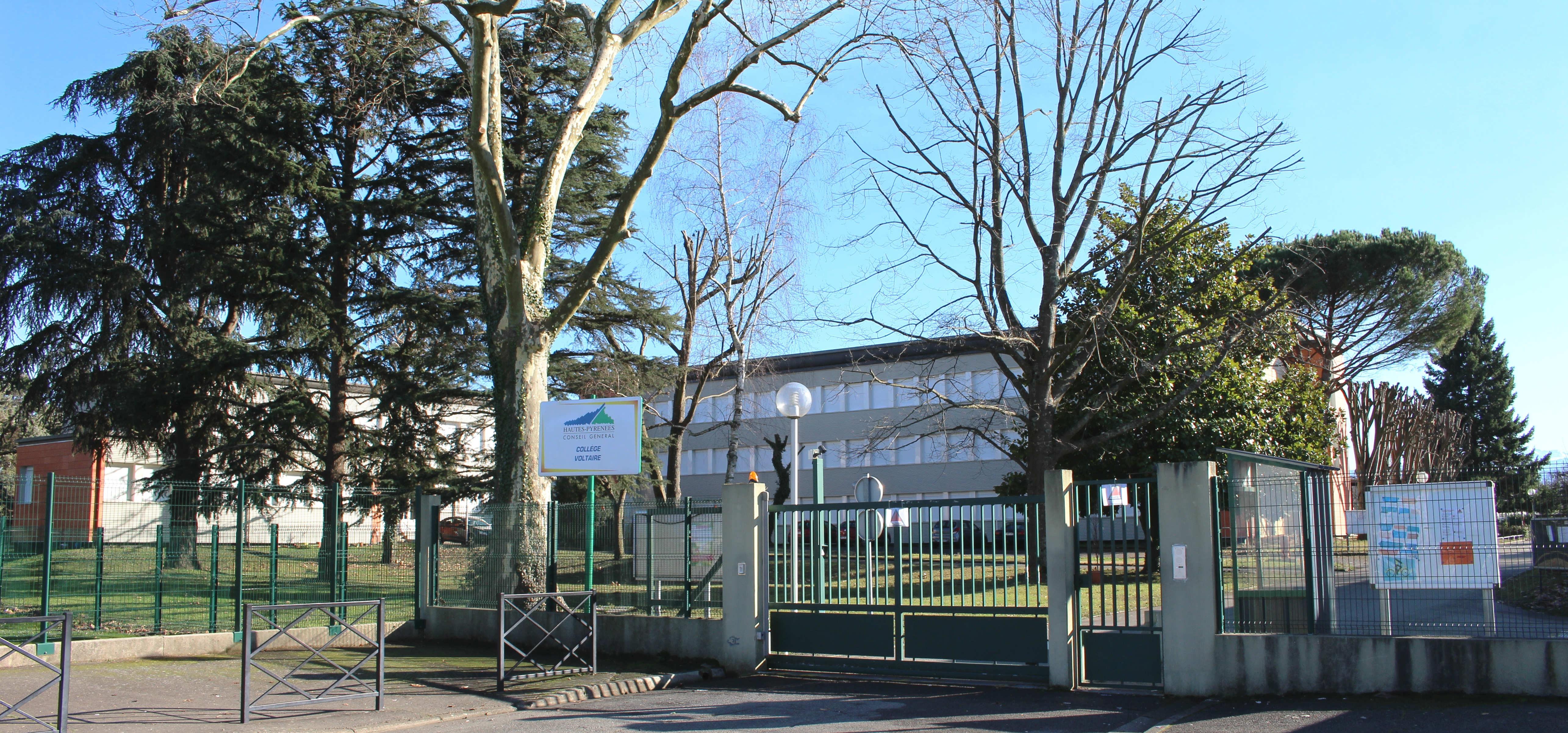
Le Collège public Voltaire.

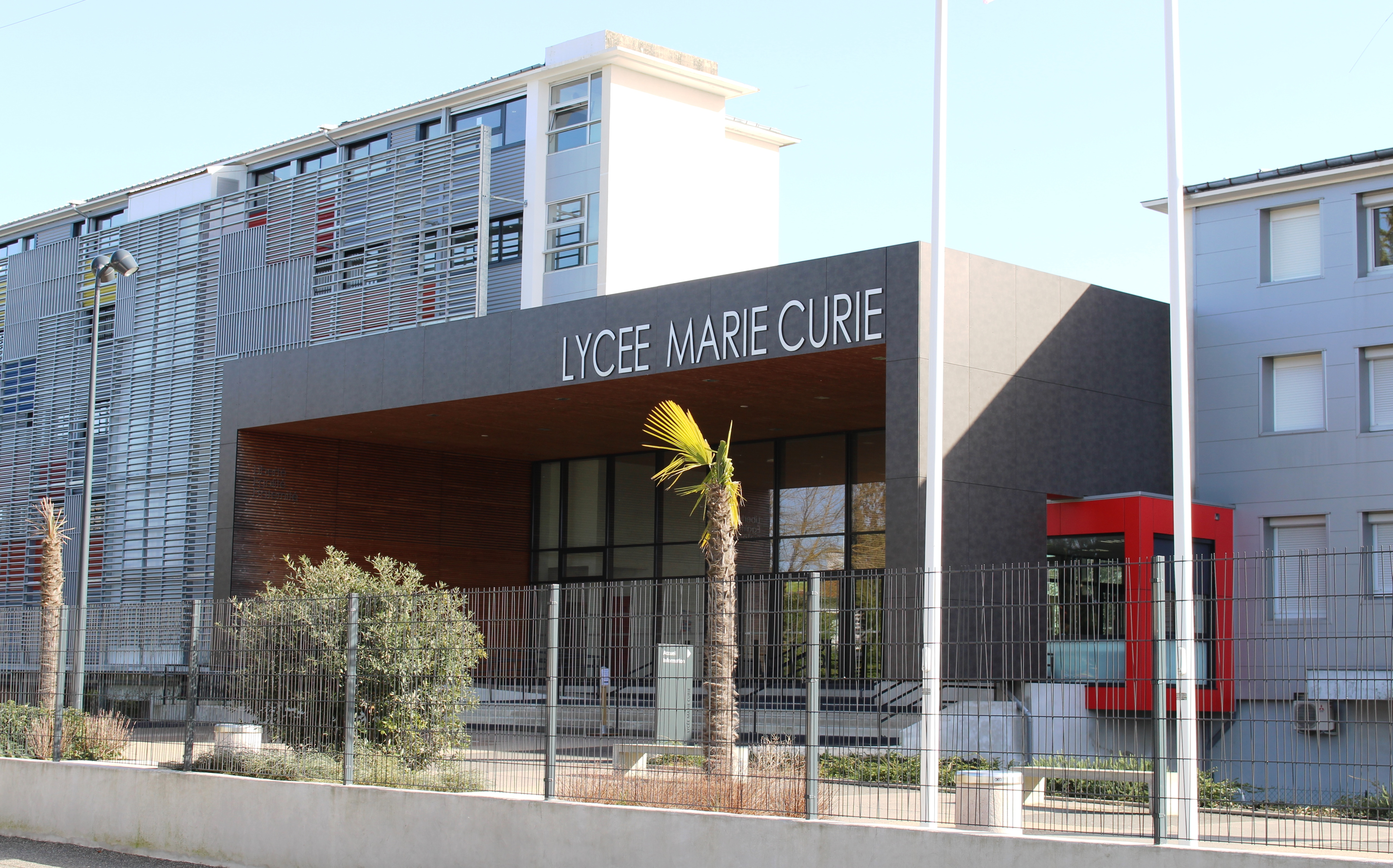
Lycée Marie-Curie.

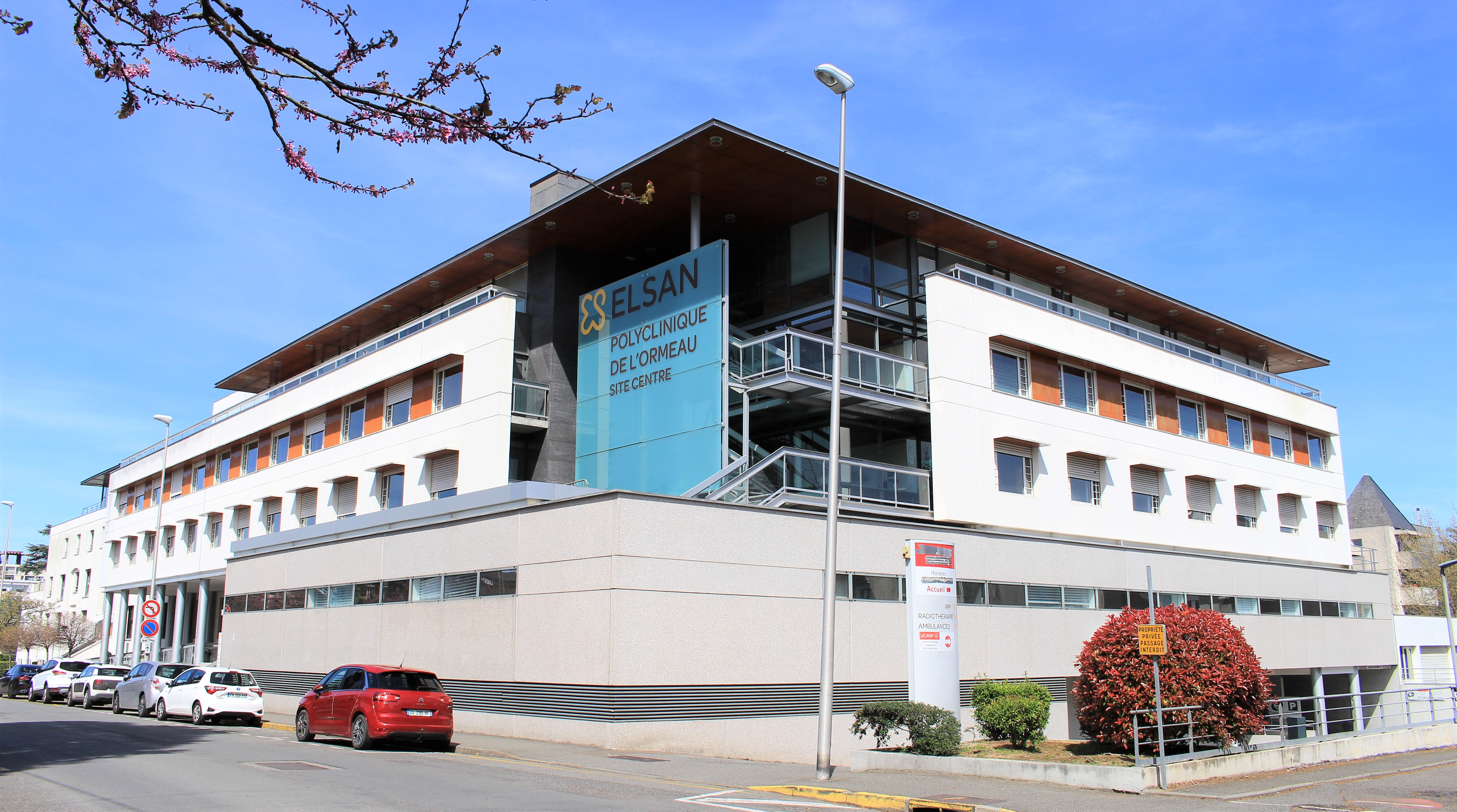
La clinique de l'Ormeau.

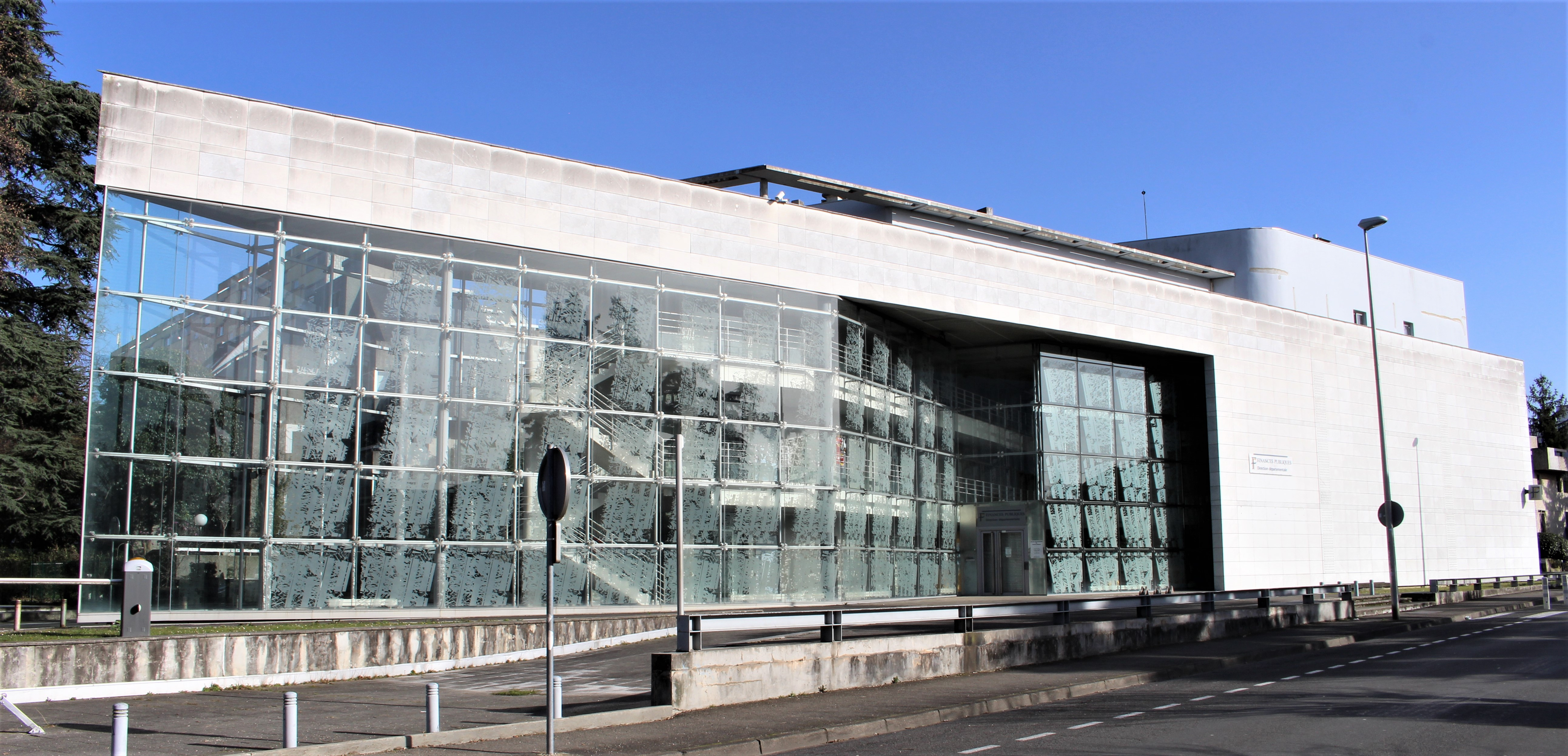
La direction des finances.

### École maternelle et élémentaire
- École publique Anatole-France.

### Écoles primaires
Tarbes dispose de 16 écoles primaires : 12 publiques et 4 privées.
- École publique Ormeau-Figarol.

### Collèges
- Collège public Voltaire

### Lycées
- Lycée public Marie-Curie.

## Lieux de culte

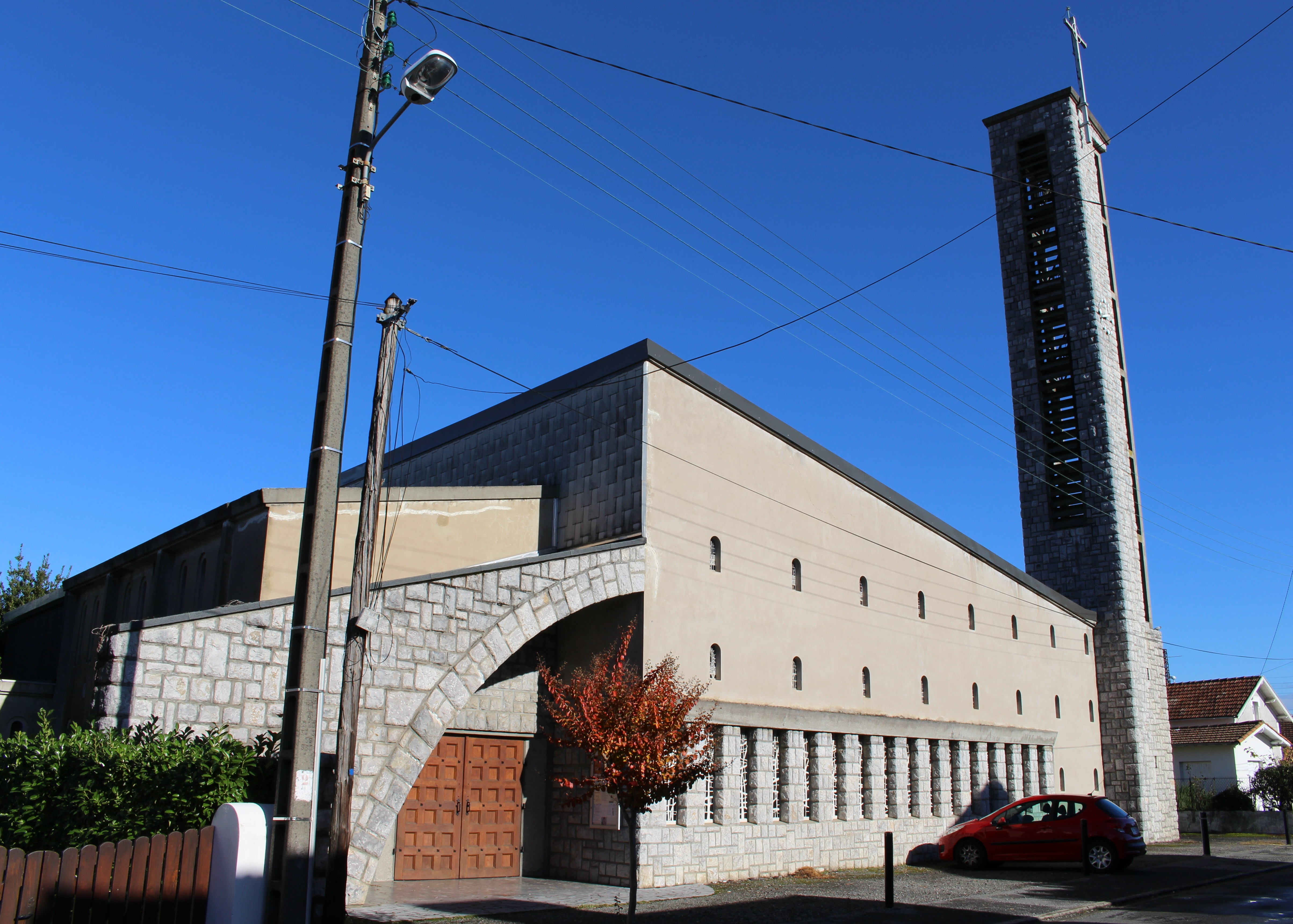
L'Église Sainte-Bernadette.

- Église Sainte-Bernadette de Tarbes.

## Infrastructures

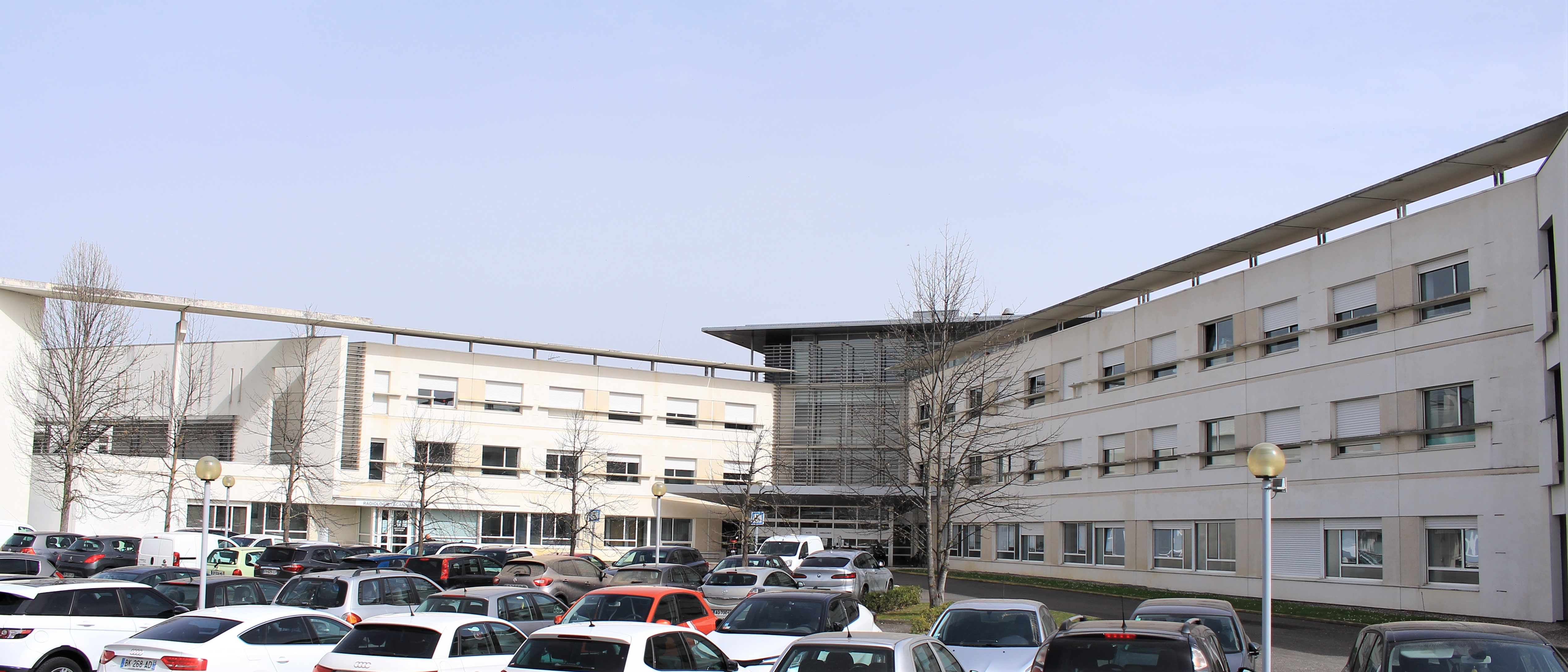
La Clinique Pyrénées-Bigorre.

### Médicales
- La polyclinique de l'Ormeau.
- Clinique Pyrénées-Bigorre, entre l'aérodrome de Tarbes et la rocade sud de Tarbes.
- Centre Médico-Psychologique Camille Claudel.

### Bâtiment public
- La villa antique romaine.
- Direction départementale des finances publiques.
- Maison du parc national dans le parc Paul-Chastellain.
- Direction de la solidarité Départementale.

### Sportives

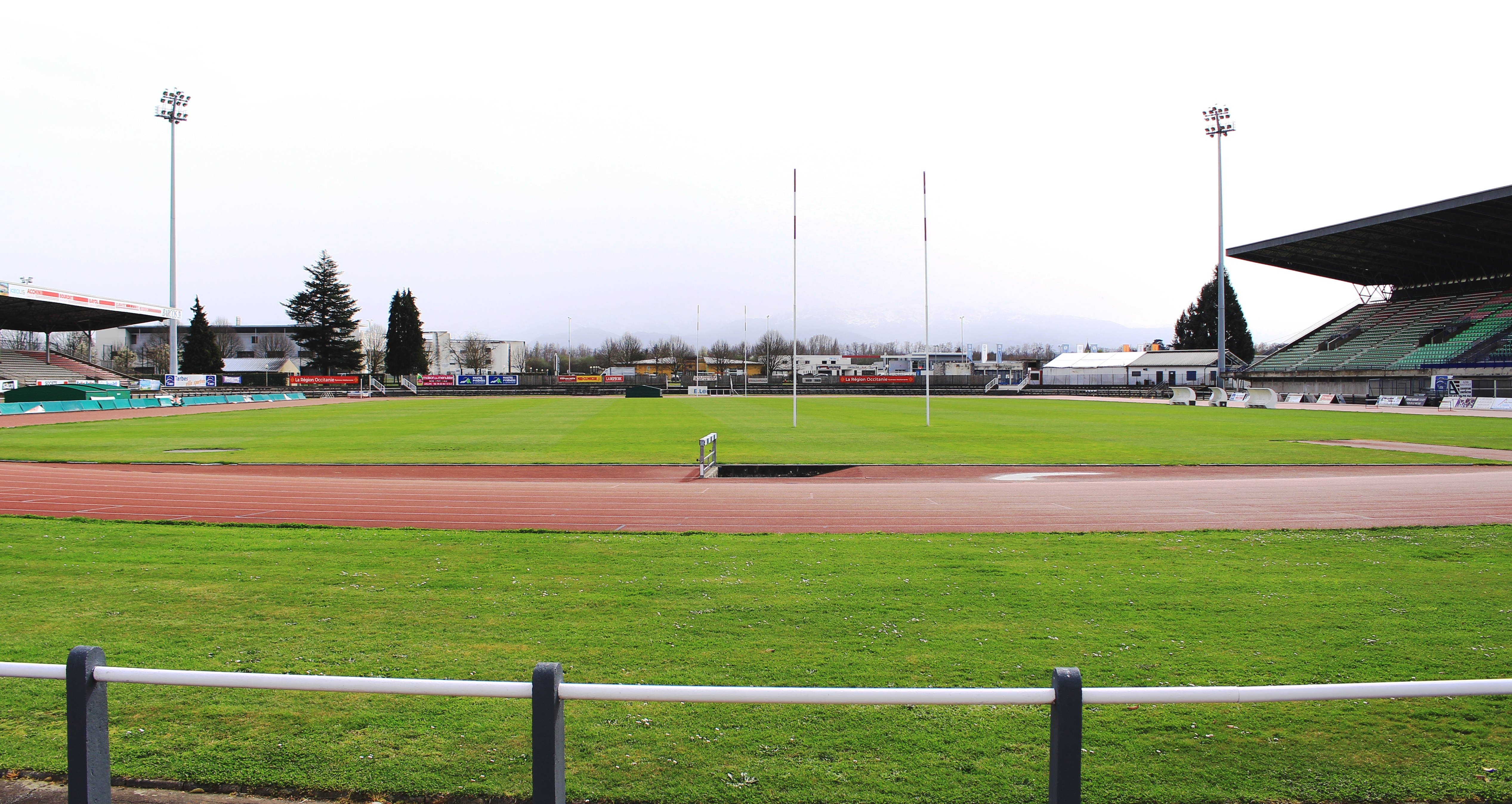
Le Stade Maurice-Trélut.

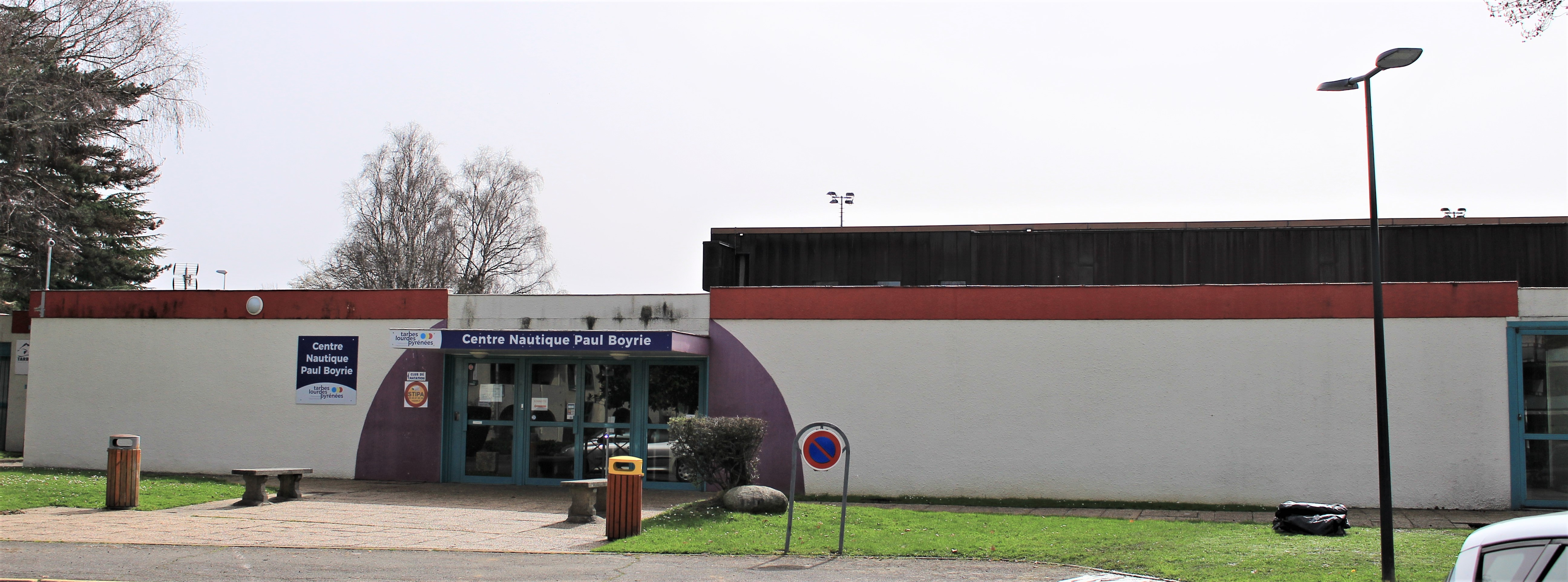
Centre Nautique Paul Boyrie.

- Complexe Maurice-Trélut du  TPF et du TPR.
- Salle de gymnastique Ormeau-Figarol.
- Centre Nautique Paul Boyrie.
- Vélodrome du Chêne Vert, créé en mars 1905, inauguré en mars 1981  et rénové en mars 2006, qui accueille le club du Tarbes Cycliste Compétition[3].

### Militaires
- 1er régiment de hussards parachutistes basé au quartier Larrey depuis mars 1720.

## Personnalités liées au quartier

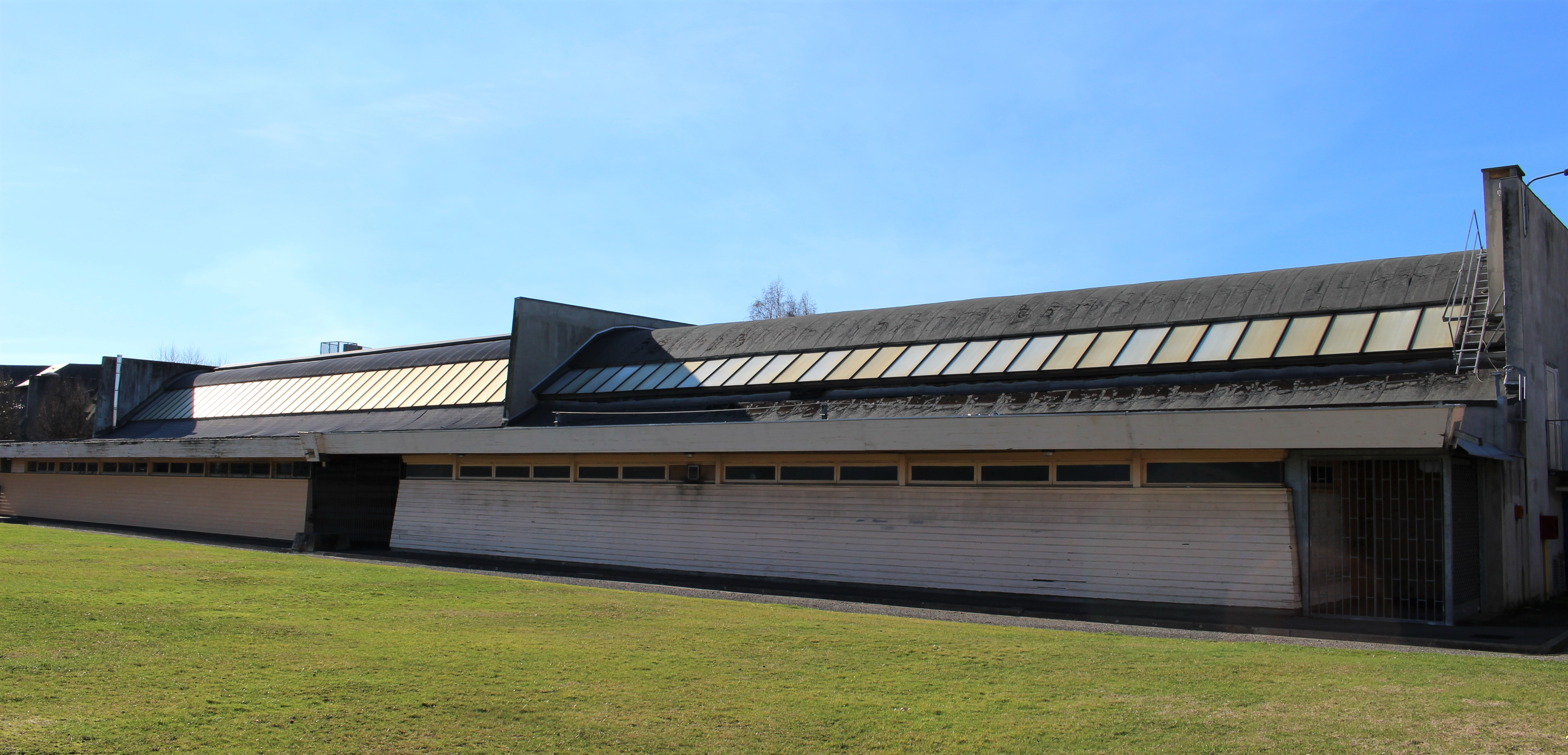
Le Gymnase Ormeau Figarol.

- Maurice Trélut, maire de Tarbes qui laisse son nom au stade de sport et qui repose au cimetière Saint-Jean.
- Paul Chastellain, maire de Tarbes qui laisse son nom au parc.
- Dominique-Jean Larrey, médecin et chirurgien militaire, qui laisse son nom au quartier accueillant le 1er régiment de hussards parachutistes.
- Paul Boyrie, ancien maire de Tarbes qui a donné son nom à la piscine municipale.

## Transports
C'est l'entreprise Keolis qui exploite les lignes urbaines de bus de Tarbes, depuis le 17 octobre 2020.
La rocade sud de Tarbes passe au sud du quartier et la sépare de la zone industrielle Kennedy.